# Azilal
Azilal (en Tamazight: Azilal ⴰⵣⵉⵍⴰⵍ) est une ville marocaine située dans le Haut-Atlas, au Maroc. Elle est le chef-lieu de la province d'Azilal, l'une des 5 provinces de la région de Béni Mellal-Khénifra.

## Étymologie
Le nom d’Azilal signifie en tamazight "crête" (à ne pas confondre avec "crète")

## Géographie
Azilal se trouve dans le Haut-Atlas, à 1 351 m d'altitude. Ses coordonnées géographiques sont : 31° 57′ 51″ N, 6° 34′ 27″ O.

## Histoire
Octobre 1916, la confédération de tribus des Aït Messat perd une bataille au lieu-dit Zmaïz. Après cette défaite, la force coloniale française s'empare d'une partie de la région. Les troupes coloniales menées par le général de Lamothe entament alors leur marche sur Azilal. Le 11 novembre 1916, Azilal est occupée. Les attaques offensives sur Aït Ougoudid ne vont pas tarder,,,,.
Un mois plus tard, la kasbah Ighrem n'Ozilal prend le titre de poste d'Azilal. Cette position deviendra plus tard le point de départ pour conquérir les montagnes environnantes, puis la marche sur Ouaouizeght.

## Personnalités liées à la ville
- Mririda n'Aït Attik